# نادي بايونيرز
نادي بايونيرز هو نادي كرة قدم مصري،تأسس النادي في 2015 وكان يعرف سابقاً باسم نادي شيكو  حتى قامت شركة بايونيرز بشراء 80% من حصته. يلعب النادي حالياً في الدوري المصري القسم الثاني بمجموعة بحري.